# Sent Sifret
Sent Sifret (en francès Saint-Siffret) és un municipi francès situat al departament del Gard i a la regió d'Occitània.